# Nederlands Hervormde Kerk (Schagen)
Nederlands Hervormde Kerk is een neogotische eenbeukige kerk in het centrum van de Noord-Hollandse stad Schagen. De kerk is gebouwd van 1895-1897 naar ontwerp van J.A.G. van der Steur. Deze kerk dient als vervanger van een voorgaande kerk op dezelfde locatie die in vlammen opging. 
De kerk is gemaakt van baksteen met afwisselend op de hoeken natuursteen blokken. In 1923 werd er een houten scheidingswand geplaatst. Sinds 1996 staat de kerk als rijksmonument op de monumentenlijst. De kerk onderging verschillende restauraties waaronder: 1946 (dakbedekking, orgel), 1954 (dak), 1965 (zuidkant), 1978-1979 (algehele restauratie) en 2006 (leien en dakruiter).
In de kerk bevindt zich een orgel met twee manualen en pedaal uit 1901 gemaakt door L. van Dam & Zonen.

## Foto's

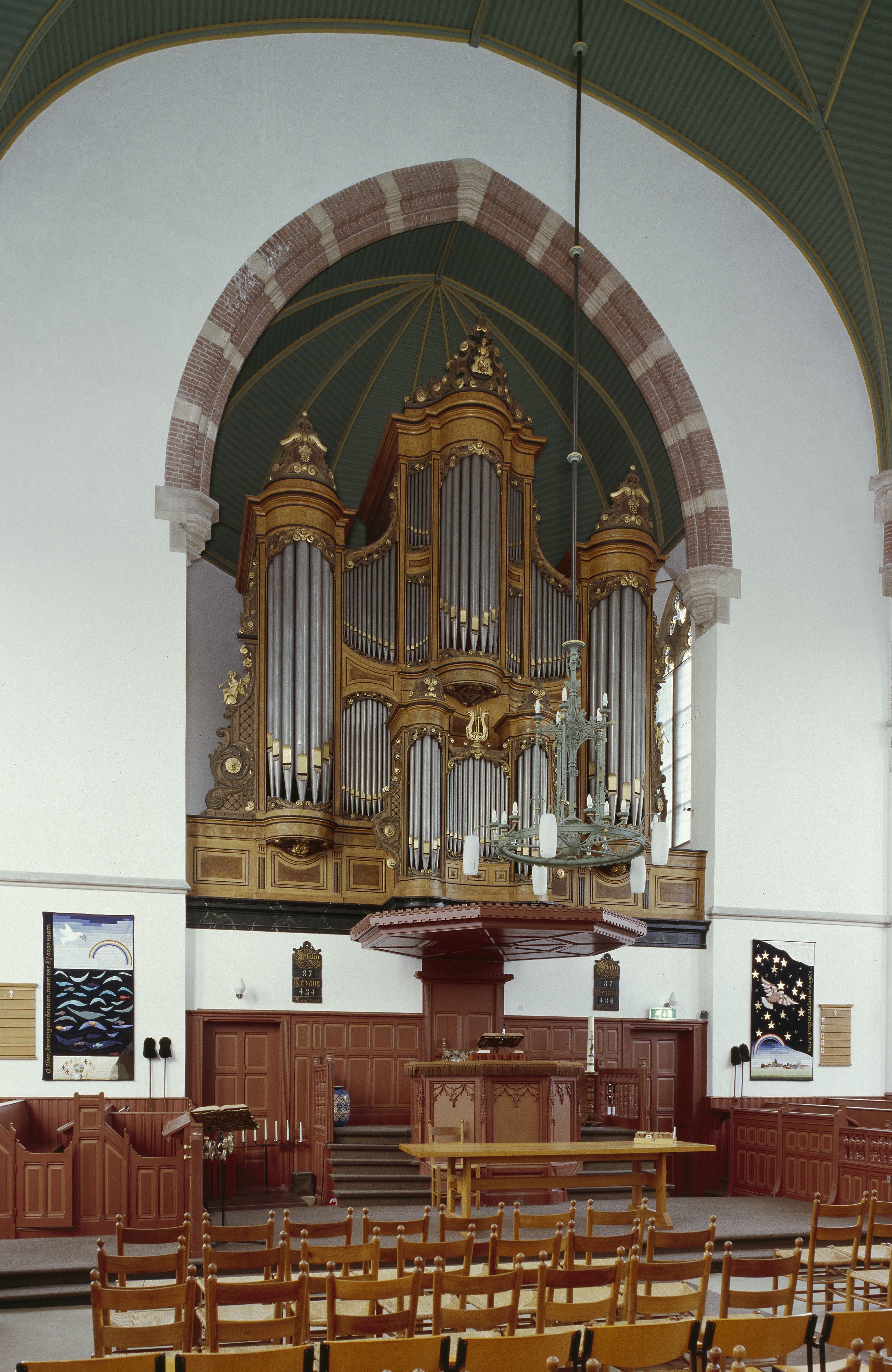
Orgel
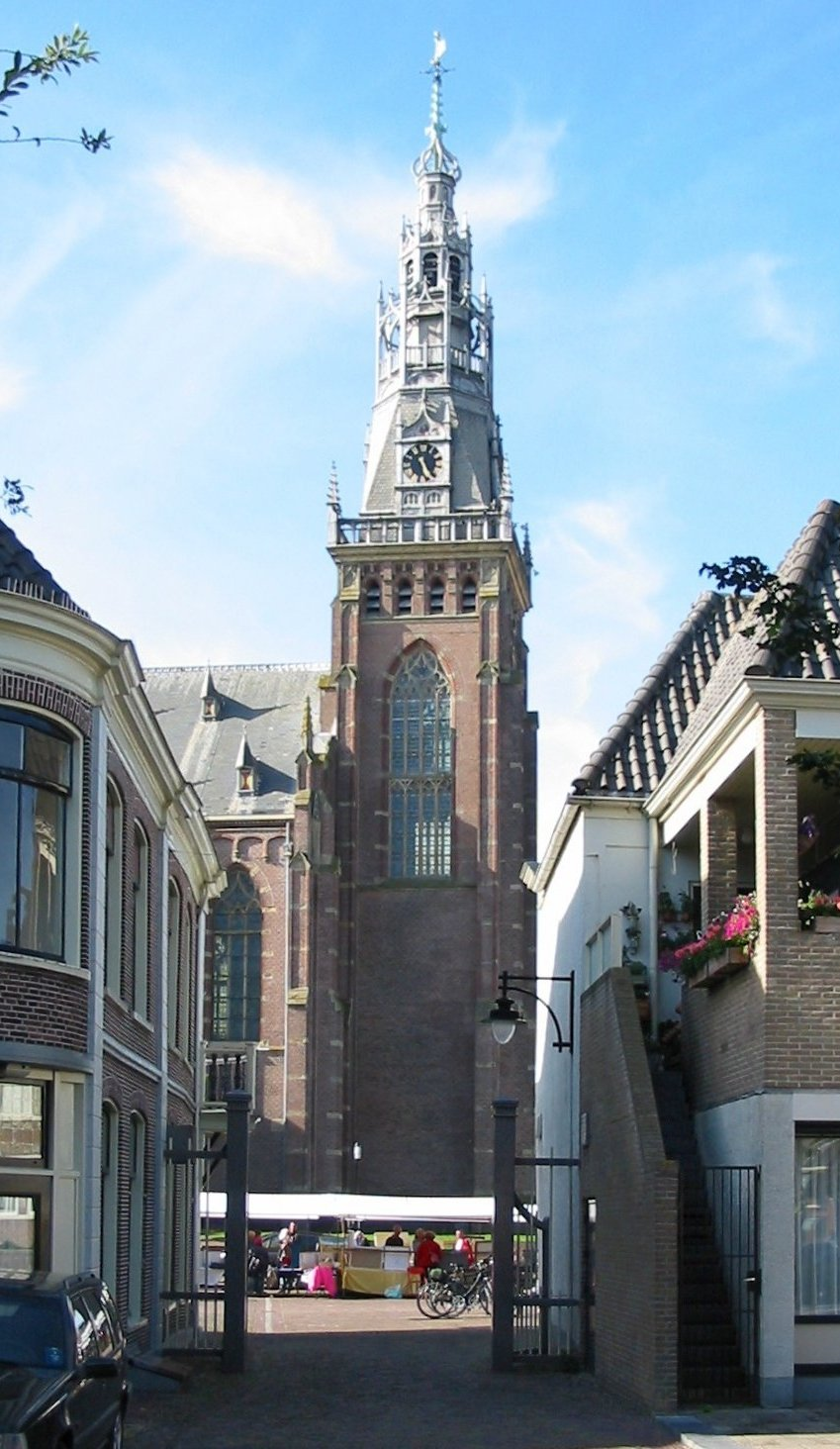
Kerktoren
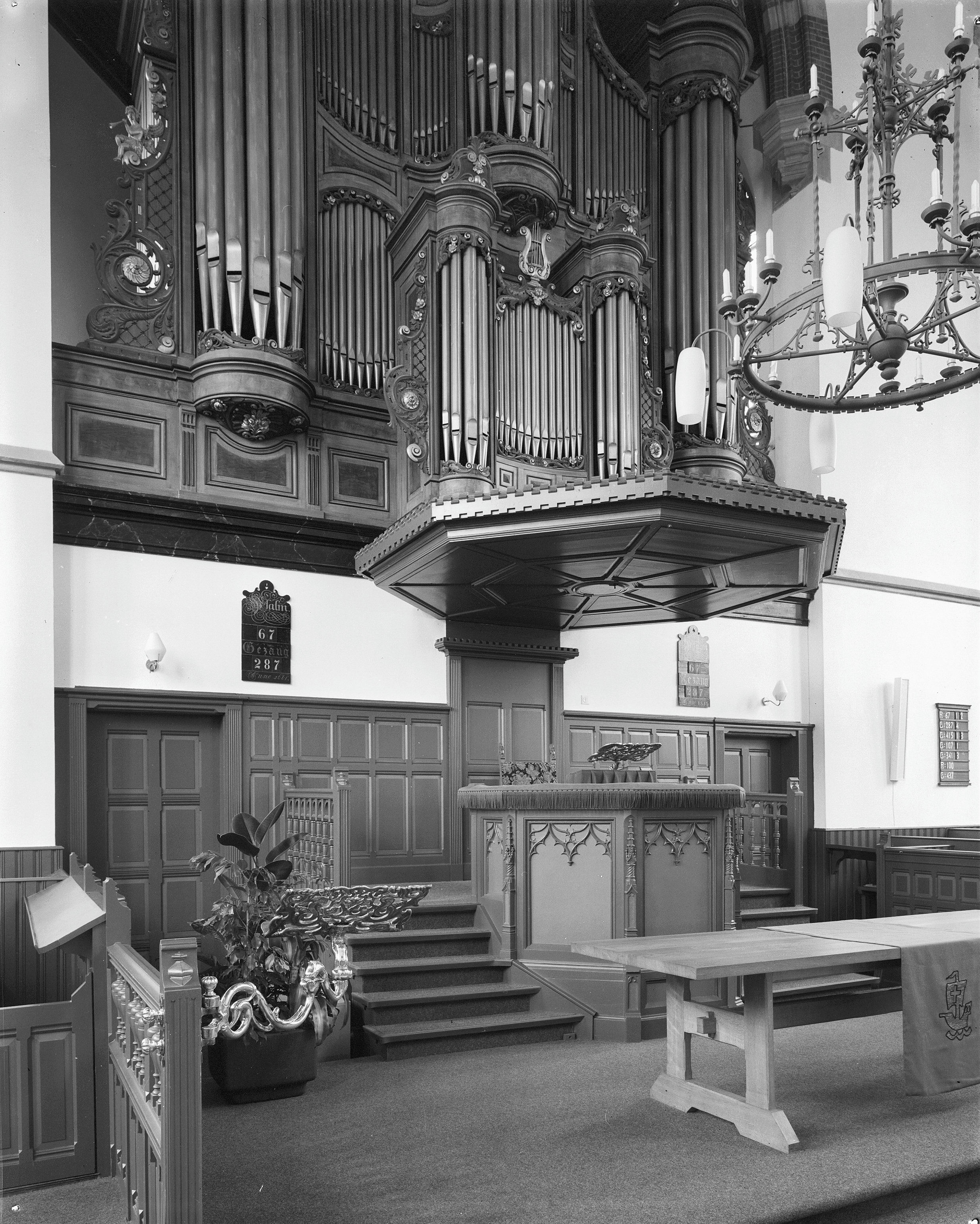
Preekstoel